# 白羊乡 (松潘县)
白羊乡是中华人民共和国四川省阿坝藏族羌族自治州松潘县下辖的一个乡镇级行政单位。

## 行政区划
白羊乡下辖以下地区：
溜索头村、上大湾村、半边街村、平坝村、吴家梁村、燕子坪村、茶园坪村和下河坝村。